# Zérubia
Zérubia es una comuna y población de Francia, en la región de Córcega, departamento de Córcega del Sur.
Su población en el censo de 2018 era de 47 habitantes.

## Demografía
| Gráfica de evolución demográfica de Zérubia entre 2004 y 2018 |
|                                                               |

Fuentes: INSEE.